# Гармиш-Партенкирхен
Гармиш-Партенкирхен (на немски: Garmisch-Partenkirchen) е селище в Германия, провинция Бавария. Основано е през 1935 г. от сливането на селищата Гармиш и Партенкирхен. Планински курорт, една от най-предпочитаните дестинации в Германия. Изходен пункт от Германия към най-високия немски алпийски връх – Цугшпице. През февруари 1936 г. в него се провеждат Четвъртите зимни олимпийски игри. Населението му е 25 953 жители към 31 декември 2009 г.
Гармиш-Партенкирхен е един от най-популярните зимни ски-курорти в Европа.
Селището е домакин на Световното първенство по ски алпийски дисциплини през 2011 година и е кандидат за домакин на Зимните олимпийски игри през 2018 година заедно с Мюнхен.

## Географско положение
Селището се намира на около 90 км от Мюнхен и приблизително на 60 км от австрийския град Инсбрук. Има жп гара и връзки с Мюнхен на всеки час.
Надморската височина е 708 метра.

## История
Преди около 2000 години на мястото на днешното селище е разположен римски гарнизон. През Средновековието селището се разраства. По време на Наполеоновите войни изпада в криза. През 1889 година е прокарана железопътна линия, свързваща селището с Мюнхен. През XIX век селищата Гармиш и Партенкирхен придобиват популярност сред туристите. През 1935 година те са обединени в един по повод зимните олимпийски игри в следващата година.

## Спорт
Гармиш-Партенкирхен е домакин на IV Зимни олимпийски игри през февруари 1936 година.
Ежегодно се провежда старт от Турнира на четирите шанци по ски скокове, както и състезания в дисциплините спускане и супер-гигантски слалом от Световната купа по ски алпийски дисциплини на пистата „Кандахар“.
През 2011 година Гармиш-Партенкирхен ще е домакин на Световното първенство по ски алпийски дисциплини.
В курорта има съоръжения за всички зимни спортове, както и условия за парапланеризъм. Естествена снежна покривка е гарантирана от 10 декември до 1 април, а на ледниците – от 10 ноември до 15 май.
Има 50 писти за ски алпийски дисциплини в четири зони с обща дължина 120 километра, разделени в три категории по трудност. 10 км от пистите могат да имат изкуствен сняг. Трасета за ски бягане са с обща дължина от 40 километра. Има и пътеки за планинарство с дължина над 100 километра.

## Туризъм
Гармиш-Партенкирхен има леглова база от 10 000 легла.

## Забележителности
Повечето забележителности са свързани със Зимните олимпийски игри от 1936 година, но и историческите центрове на селищата Гармиш и Партенкирхен, както и някои природни забележителности влизат в списъка.
- Олимпийски леден дворец[1]
- Цугшпице
- Олимпийска шанца
- Верденфелс
- Писта за бобслей
- Партнахклам
- Пистите за ски „Кандахар“ и „Гудиберг“

## Личности, родени в Гармиш-Партенкирхен
- Мартина Глагов (р. 1979), немска биатлонистка
- Густав Емк (р. 1937), немски кинорежисьор

## Личности, починали в Гармиш-Партенкирхен
- Рихард Щраус (1864 – 1949), немски композитор и диригент
- Вилхелм Лист (1880 – 1971), немски фелдмаршал